# Hydrillodes torsivena
Hydrillodes torsivena är en fjärilsart som beskrevs av George Francis Hampson 1895. Hydrillodes torsivena ingår i släktet Hydrillodes och familjen nattflyn. Inga underarter finns listade i Catalogue of Life.